# 科韦塞斯第一民族

科韦塞斯第一民族徽

科韦塞斯第一民族（英語：Cowessess First Nation），又翻譯作考維賽斯第一民族，是一個由平原（Nakawē）欧及布威族、平原克里族以及梅蒂人結成的联合部族，曾由酋长科韦塞斯带领游牧于東北起今萨斯喀彻温省南部地区，西南至今蒙大拿州。科韦塞斯曾爲這一廣大地理區域內靠狩獵美洲野牛爲生的土著民族，现在科韦塞斯第一民族僅在卡佩勒河谷地仍保有其名下的73号地（419.272平方千米）、73甲地（2.571平方千米），并与其余32个部族共同管理面积狭小的第四条约77号地域（0.992平方千米）；人口也已不足五千人，其中仅846人选择居住在保留地上。科韦塞斯第一民族所管理的聚落自1908年起被加拿大命名爲玛丽瓦尔。现任酋长是卡德莫斯·德洛姆（英語：Cadmus Delorme）。

## 保留地圍剿
酋長科韦塞斯簽訂第四条约後，其保留地附近的白人流民立卽向殖民政府聯署要求使土著居民被放棄分配給他們的保留地。儘管第四条约規定殖民政府僅可在徵得土著同意後爲土著的利益向白人出售歸土著管理的保留地，時加拿大總督Frank Oliver仍然於1906年10月通過政令允許使土著居民被同意出售他們的土地，通過將一名在售地案中獲利的英語翻譯插入投票委員會，白人流民成功購得土著保留地。
至1981年，科韦塞斯第一民族已失去條約原保留地的四分之三而淪爲加拿大原住民，其所餘土地已不足以維持生存。他們控告聯邦政府通過作假將其土地賤賣，但被拒絕。不過最近，隨著「條約土地賦予」進程（英語：Treaty Land Entitlement）的推進，部分地主已自願將售予科韦塞斯第一民族。

## 玛丽瓦尔千人坟
其73号保留地上坐落着一直使用到1997年的玛丽瓦尔印第安寄宿学校（英語：Marieval Indian Residential School）旧址。玛丽瓦尔印第安寄宿学校原屬敎會，1968年轉予聯邦政府，1981年在名義上轉移給科韦塞斯第一民族使其管理得到改善，但其底層運作並未得到徹底改善，虐待行爲一直持續到1990年代。在1993至1997年被關在該校的Amber K. K. Pelletier是TRCC所能採訪到的該校最後一位倖存者。該校於1999年被拆除。
2021年6月，在余一千五百公里之遥坎卢普斯印第安寄宿学校发现百人坑过后不足一个月，科韦塞斯第一民族借助透地雷达人员在玛丽瓦尔寄宿学校遺址独立地发现了千人坟，葬有至少751具无名孩童尸骨。

## 備註
1. ↑  Cowessess，又英译Ka-wezauce，在原住民語言中意思為小孩子或者小男孩。

## 外部鏈接
- 官方网站 （英文）